# Trixi Worrack
Beatrix Worrack (Cottbus, 28 de septiembre de 1981), más conocida como Trixi Worrack, es una ciclista alemana.

## Trayectoria
Debutó como profesional en 2000. Destacó especialmente en el Tour de l'Aude Femenino (una de las Grandes Vueltas femeninas) acabando en el pódium en todas las ediciones desde 2004 hasta 2009 (en 2004 ganadora) con 5 victorias parciales además de otras victorias en clasificacioens secundarias. Entre sus otros resultados destacan la victoria de la última edición de la Primavera Rosa en 2005 (prueba puntuable para la Copa del Mundo), la victoria de varios campeonatos nacionales y el segundo puesto en el Campeonato en Ruta 2006.

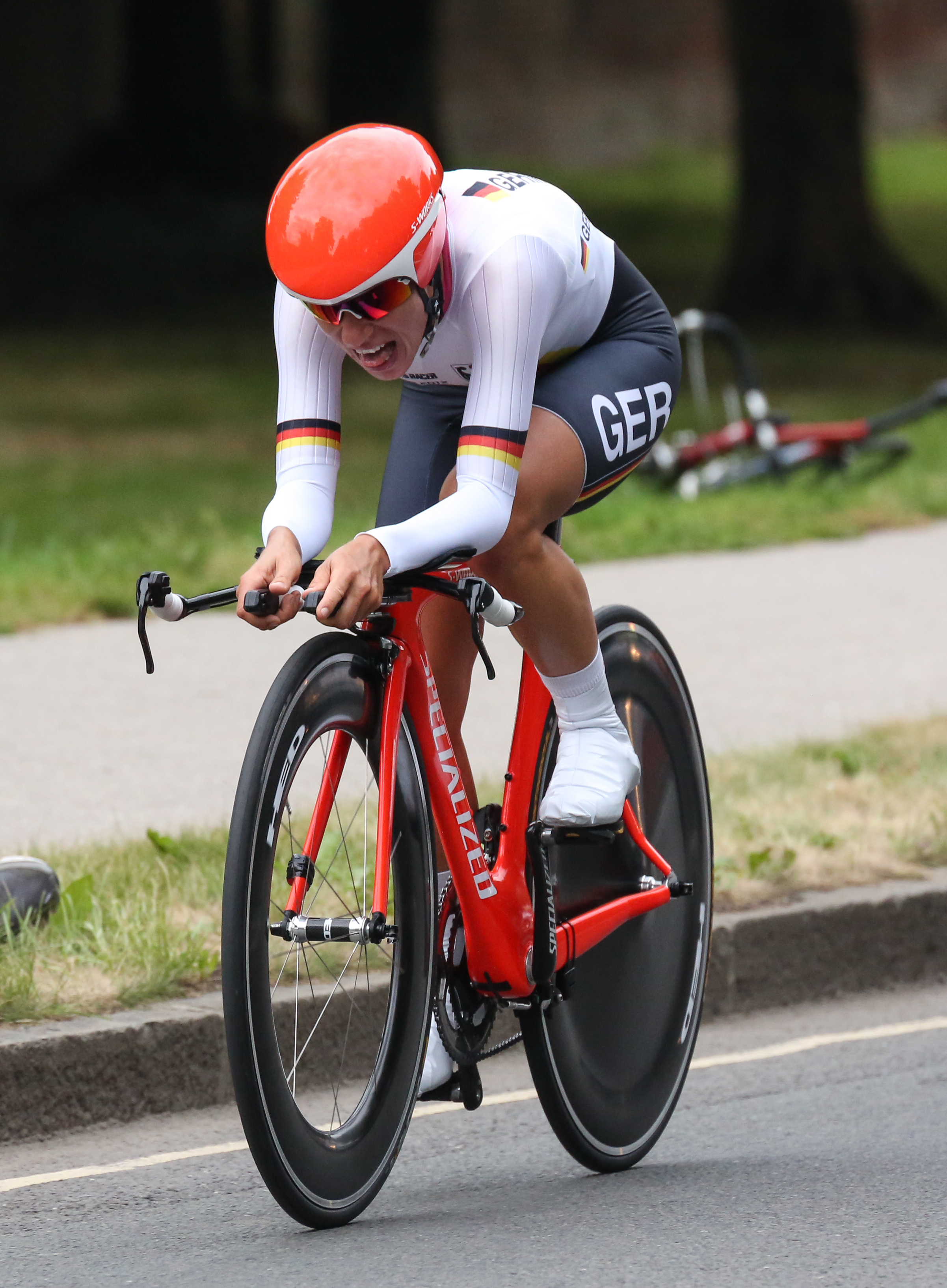
Worrack, en la Contrarreloj de los Juegos Olímpicos de Londres 2012 donde fue 9.ª.

Se retiró al finalizar el año 2021.

## Palmarés
| 2001 - 1 etapa de la Women's Challenge 2002 (como amateur) - 1 etapa del Tour de Turingia femenino - 2.ª en el Campeonato Europeo en Ruta sub-23 2003 - Campeonato de Alemania en Ruta - Clasificación de las jóvenes del Tour de l'Aude Femenino 2004 - 1 etapa de la Gracia-Orlová - Tour de l'Aude Femenino , más 2 etapas y clasificación de las jóvenes - Tour de Feminin-Krásná Lípa - 1 etapa de la Holland Ladies Tour - Giro della Toscana Int. Femminile-Memorial Michela Fanini, más 1 etapa 2005 - Primavera Rosa - 2.ª en el Tour de l'Aude Femenino, más 1 etapa - 2 etapas de la Emakumeen Bira - 2.ª en el Campeonato de Alemania Contrarreloj 2006 - 3.ª en el Tour de l'Aude Femenino - 2.ª en el Campeonato Mundial en Ruta 2007 - 2.ª en el Tour de l'Aude Femenino, más 1 etapa - 1 etapa del Tour de Turingia femenino - Albstadt-Frauen-Etappenrennen 2008 - 3.ª en el Tour de l'Aude Femenino - 1 etapa del Tour de Turingia femenino - Albstadt-Frauen-Etappenrennen, más 2 etapas - Campeonato de Alemania Puntuación - Holland Ladies Tour 2009 - Gracia-Orlová - 1 etapa del Tour de l'Aude Femenino, más clasificación de la montaña - Campeonato de Alemania Contrarreloj - 1 etapa del Giro de Italia Femenino | 2010 - 3.ª en el Campeonato de Alemania en Ruta - Tour de Feminin-O cenu Ceskeho Svycarska, más 5 etapas 2011 - 1 etapa del Premondiale Giro Toscana Int. Femminile-Memorial Michela Fanini 2012 - 1 etapa del Tour de Catar Femenino - 1 etapa de la Gracia-Orlová - 1 etapa del Tour de Turingia femenino 2013 - Campeonato de Alemania de Ciclocrós - 2.ª en el Campeonato de Alemania Contrarreloj - Campeonato de Alemania en Ruta 2014 - 2.ª en el Campeonato de Alemania Contrarreloj - 2.ª Campeonato de Alemania en Ruta 2015 - Tour de California femenino - 3.ª en el Campeonato de Alemania Contrarreloj - Campeonato de Alemania en Ruta 2016 - Tour de Catar Femenino - Campeonato de Alemania Contrarreloj 2017 - Campeonato de Alemania Contrarreloj 2018 - 2.ª en el Campeonato de Alemania Contrarreloj - 1 etapa del BeNe Ladies Tour - 3.ª en el Campeonato Europeo Contrarreloj |

## Resultados en Grandes Vueltas y Campeonatos del Mundo
Durante su carrera deportiva ha conseguido los siguientes puestos en las Grandes Vueltas femeninas y en los Campeonatos del Mundo en carretera:
| Carrera              | Carrera              | 2001 | 2002 | 2003 | 2004 | 2005 | 2006 | 2007 | 2008 | 2009 | 2010 | 2011 | 2012 | 2013 | 2014 | 2015 | 2016 | 2017 | 2018 | 2019  | 2020 | 2021 |
| -------------------- | -------------------- | ---- | ---- | ---- | ---- | ---- | ---- | ---- | ---- | ---- | ---- | ---- | ---- | ---- | ---- | ---- | ---- | ---- | ---- | ----- | ---- | ---- |
|                      | Giro de Italia       | —    | —    | —    | —    | —    | —    | —    | —    | 18.ª | —    | 46.ª | —    | —    | —    | —    | Ab.  | Ab.  | —    | 105.ª | —    | —    |
|                      | Tour de l'Aude       | —    | —    | —    | 1.ª  | 2.ª  | 3.ª  | 2.ª  | 3.ª  | 2.ª  | 10.ª | X    | X    | X    | X    | X    | X    | X    | X    | X     | X    | X    |
|                      | Grande Boucle        | —    | —    | —    | X    | —    | —    | —    | —    | —    | X    | X    | X    | X    | X    | X    | X    | X    | X    | X     | X    | X    |
| Mundial en Ruta      | Mundial en Ruta      | —    | —    | —    | 4.ª  | 10.ª | 2.ª  | 17.ª | 5.ª  | 29.ª | 7.ª  | 64.ª | 16.ª | 20.ª | 32.ª | 12.ª | 73.ª | 52.ª | Ab.  | —     | Ab.  | —    |
| Mundial Contrarreloj | Mundial Contrarreloj | —    | —    | —    | 12.ª | 32.ª | 9.ª  | —    | 13.ª | 12.ª | —    | —    | 8.ª  | 5.ª  | 10.ª | 10.ª | 7.ª  | 17.ª | 15.ª | —     | —    | —    |

—: no participa
Ab.: abandono

X: ediciones no celebradas

## Equipos
- Red Bull Frankfurt (2000-2001)
- Equipe Nürnberger Versicherung (2003-2009)
- Team Noris Cycling (2010)
- AA Drink-Leontien.nl Cycling Team (2011)
- Specialized/Velocio/Canyon (2012-2015)
  - Team Specialized-Lululemon (2012)
  - Specialized-Lululemon (2013-2014)
  - Velocio-SRAM (2015)
- Canyon SRAM Racing (2016-2018)
- Trek-Segafredo Women (2019-2021)